# Universidade de Rostock

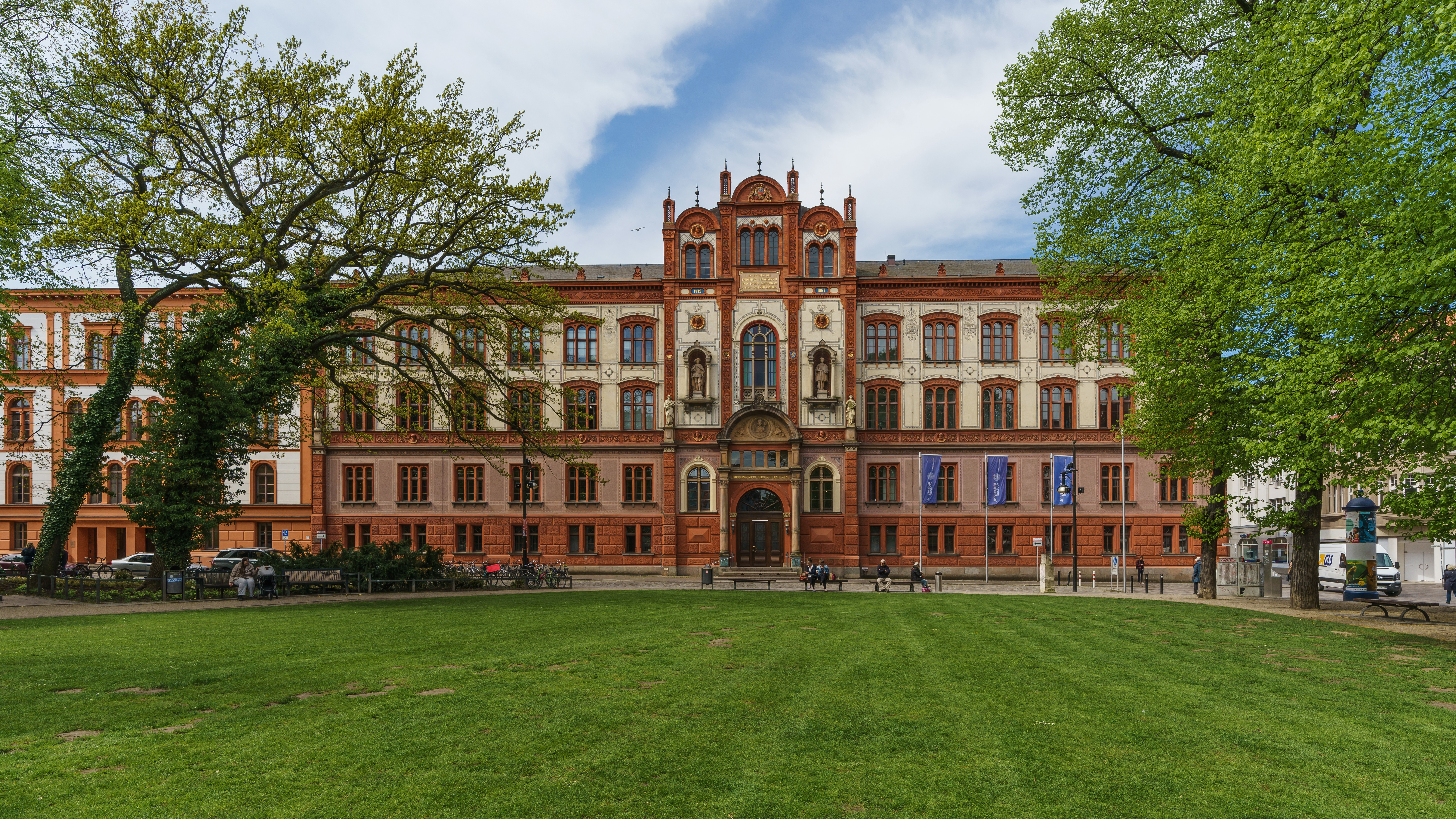
Prédio central da Universidade de Rostock

A Universidade de Rostock (em alemão: Universität Rostock) é uma universidade pública da cidade de Rostock, localizada no estado de Mecklemburgo-Pomerânia Ocidental na Alemanha.

## História
Fundada no ano de 1419, a universidade é a terceira mais velha da Alemanha e a mais velha da Europa Setentrional, que inclui os países do Mar Báltico.

## Personalidades
A Universidade de Rostock teve como estudantes, pesquisadores e professores famosos as seguintes personalidades:
- Karl von Frisch, etologista e vencedor do Prêmio Nobel
- Albrecht Kossel, cientista médico e vencedor do Prêmio Nobel (Doutor em 1878)
- Tycho Brahe, astrônomo dinamarquês
- Moritz Schlick, filósofo
- Heinrich Schliemann, arqueólogo (Doutor em 1869)
- Rudolf Steiner, antroposofista (Doutor em 1891)
- Pascual Jordan, físico
- Otto Stern, físico e vencedor do Prêmio Nobel
- Carl Friedrich Wilhelm Brockmann, filósofo (Doutor em 1848)
- Albert Einstein, Doutor honoris causa em medicina, 1919
- Arno Esch (1928-1951), político liberal
- Arnold Zweig, escritor
- Konrad Gesselen, astrônomo, matemático, pastor, escritor
- Walter Hallstein (1901–1982), primeiro presidente da Comissão Européia
- Walter Kempowski, escritor
- Adolf von Wilbrandt, escritor e diretor do Burgtheater em Viena
- Karl Robert Eduard von Hartmann (1842 - 1906), filósofo e escritor alemão (Ph.D em 1867)
- Max Planck, doutor honoris causa, 1919
- Isaac Rülf, filósofo e escritor (Doutor em 1865)
- Ulrich von Hutten, escritor
- Peter Sasse (1571-1642), professor de Lógica
- Martin Brasch (1565-1601) professor de Lógica
- Bernhard Latomus (1560-1613) historiador
- Matthias Flacius, o Jovem (1547-1593) doutor em medicina e professor de filosofia
- Petrus Pavius (1564-1617) médico e botânico holandês